# 1822
1822 (MDCCCXXII) a fost un an obișnuit al calendarului gregorian, care a început într-o zi de marți.

## Evenimente
- 6 februarie: Nava chinezească Tek Sing (supranumită "Titanicul estului") s-a izbit de un recif lângă Indonezia și s-a scufundat. Aproximativ 1.600 de oameni și-au pierdut viața.

- 7 septembrie: Brazilia își declară independența față de Portugalia.

## Arte, științe, literatură și filozofie
- Jean-François Champollion descifrează hieroglifele
- Eugène Delacroix pictează Dante și Vergiliu în Infern

## Înscăunări
- iunie: Grigore al IV-lea Ghica, domn al Țării Românești (1822-1828).
- iunie: Ioniță Sandu Sturdza, domn al Moldovei (1822-1828).

## Nașteri
- 9 ianuarie: Carol Benesch, arhitect român de origine sileziană (d. 1896)
- 8 martie: Ignacy Łukasiewicz, chimist polonez (d. 1882)
- 14 martie: Teresa a celor Două Sicilii, soția împăratului Pedro al II-lea al Braziliei (d. 1889)
- 27 aprilie: Ulysses S. Grant, al 18-lea președinte al Statelor Unite (1869-1877), (d. 1885)
- 18 mai: Gheorghe Sion, scriitor român (d. 1892)
- 26 mai: Augusta de Reuss-Köstritz, Mare Ducesă de Mecklenburg-Schwerin (d. 1862)
- 3 iunie: Maria Adelaide de Austria, prima soție a lui Victor Emanuel al II-lea al Italiei (d. 1855)
- 19 iulie: Prințesa Augusta de Cambridge (d. 1916)
- 11 septembrie: Marea Ducesă Olga Nikolaevna, soția regelui Karl de Württemberg (d. 1892)
- 4 octombrie: Rutherford Birchard Hayes, politician, avocat, lider militar american, al 19-lea președinte al SUA (d. 1893)
- 15 octombrie: Kornél Ábrányi (tatăl), memorialist, muzicolog și compozitor maghiar (d. 1903)
- 27 decembrie: Louis Pasteur, chimist francez (d. 1895)

## Decese
- 10 ianuarie: Bathilde d'Orléans (n. Louise Marie Thérèse Bathilde d'Orléans), 71 ani, mătușa regelui Louis-Philippe al Franței (n. 1750)
- 10 februarie: Prințul Albert de Saxonia, Duce de Teschen (n. Albert Kasimir August Ignaz Pius Franz Xavier), 83 ani (n. 1738)
- 27 mai: Augustus, Duce de Saxa-Gotha-Altenburg (n. Emil Leopold August), 49 ani (n. 1772)
- 23 iunie: Louise Marie Adélaïde de Bourbon (n. Louise Marie Adélaïde de Bourbon), 68 ani, soția Ducelui Philippe Égalité (n. 1753)
- 25 iunie: Ernst Theodor Amadeus Hoffmann (n. Ernst Theodor Wilhelm Hoffmann), 46 ani, scriitor, compozitor și pictor romantic german (n. 1776)
- 8 iulie: Percy Bysshe Shelley, 29 ani, poet englez (n. 1792)
- 6 noiembrie: Claude Louis Berthollet, 73 ani, chimist francez (n. 1748)